# 蓋格山
47°05′36″N 12°17′57″E / 47.093333°N 12.299167°E

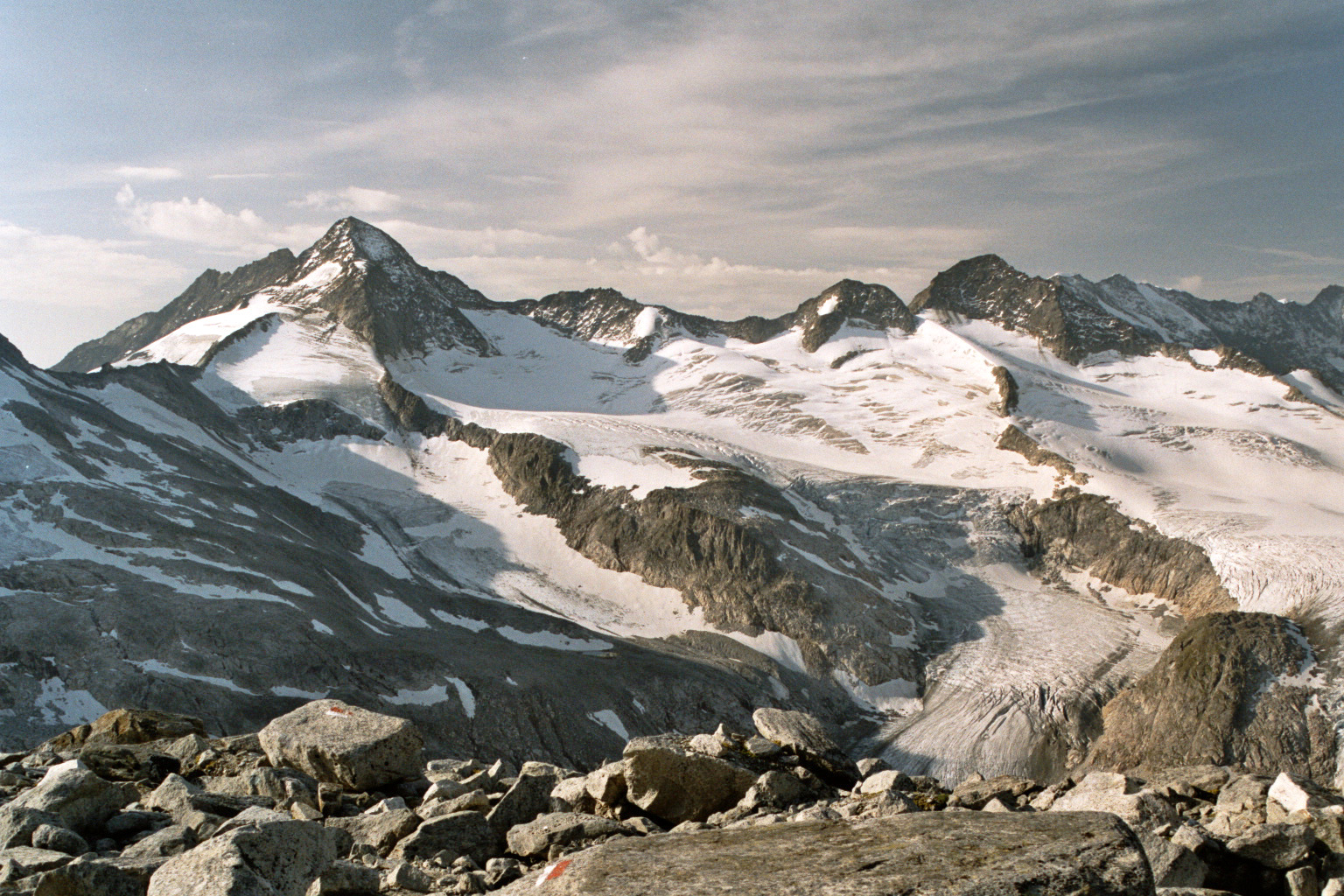

蓋格山（德語：Geigerkopf），是奧地利的山峰，位於該國中部，處於薩爾茨堡州和蒂羅爾州接壤的邊界，屬於維內迪傑山脈的一部分，海拔高度3,174米，人類在1929年8月28日首次登頂。